# Alter Jüdischer Friedhof (Sontra)

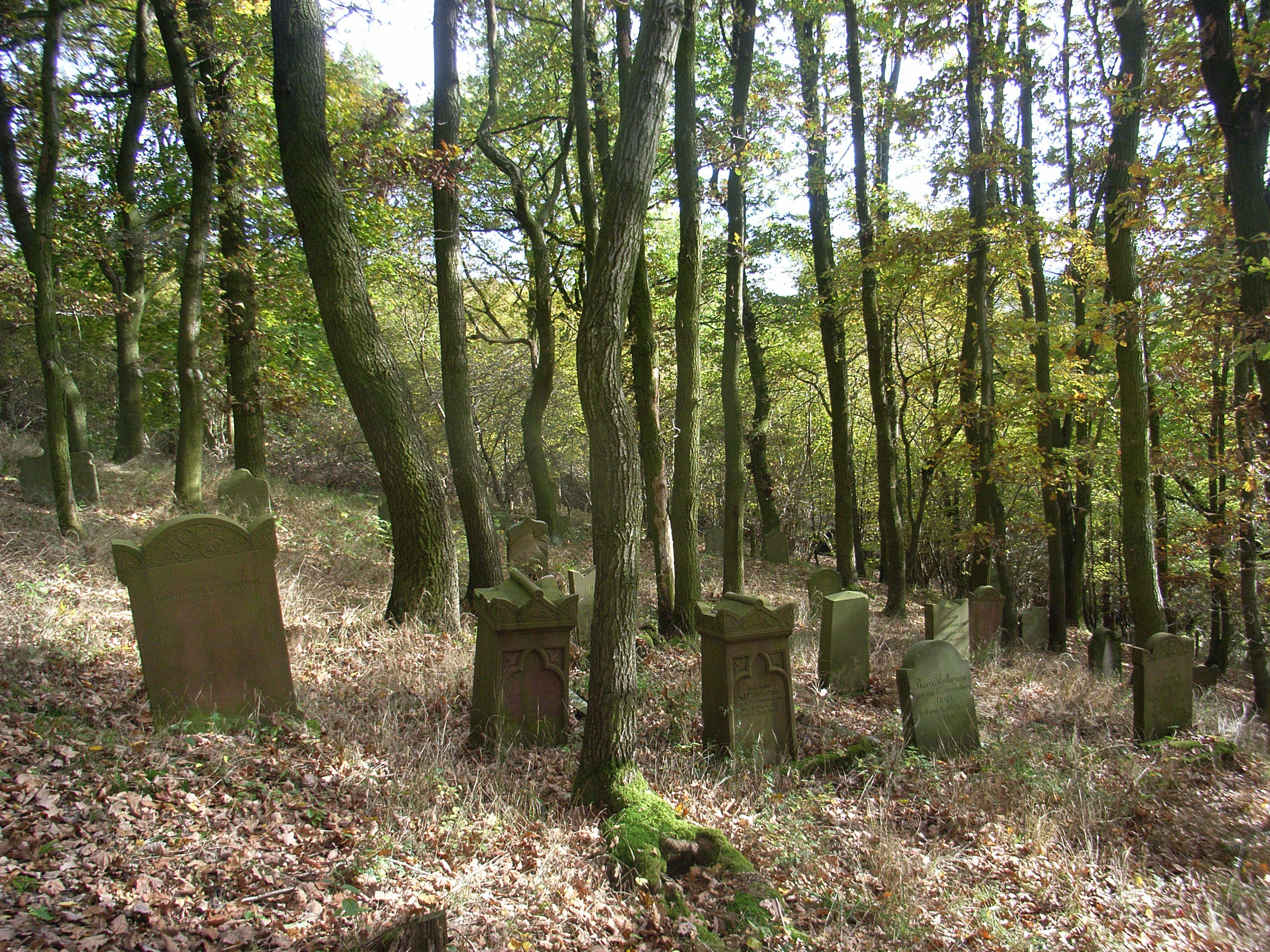
Alter jüdischer Friedhof in Sontra (2007)

Der Alte Jüdische Friedhof Sontra ist ein Jüdischer Friedhof in Sontra im hessischen Werra-Meißner-Kreis. Er ist ein geschütztes Kulturdenkmal.

## Beschreibung
Das Gelände für den Friedhof wurde 1710 von der jüdischen Gemeinde Sontra erworben. Es befindet sich in einem Hanggelände am Quesselsberg in der Nähe des Heinrich-Schneider-Stadions. Belegt wurde der Friedhof von 1714 bis 1922. Ein Restbestand von 125 Grabsteinen ist vorhanden.

## Neuer Friedhof

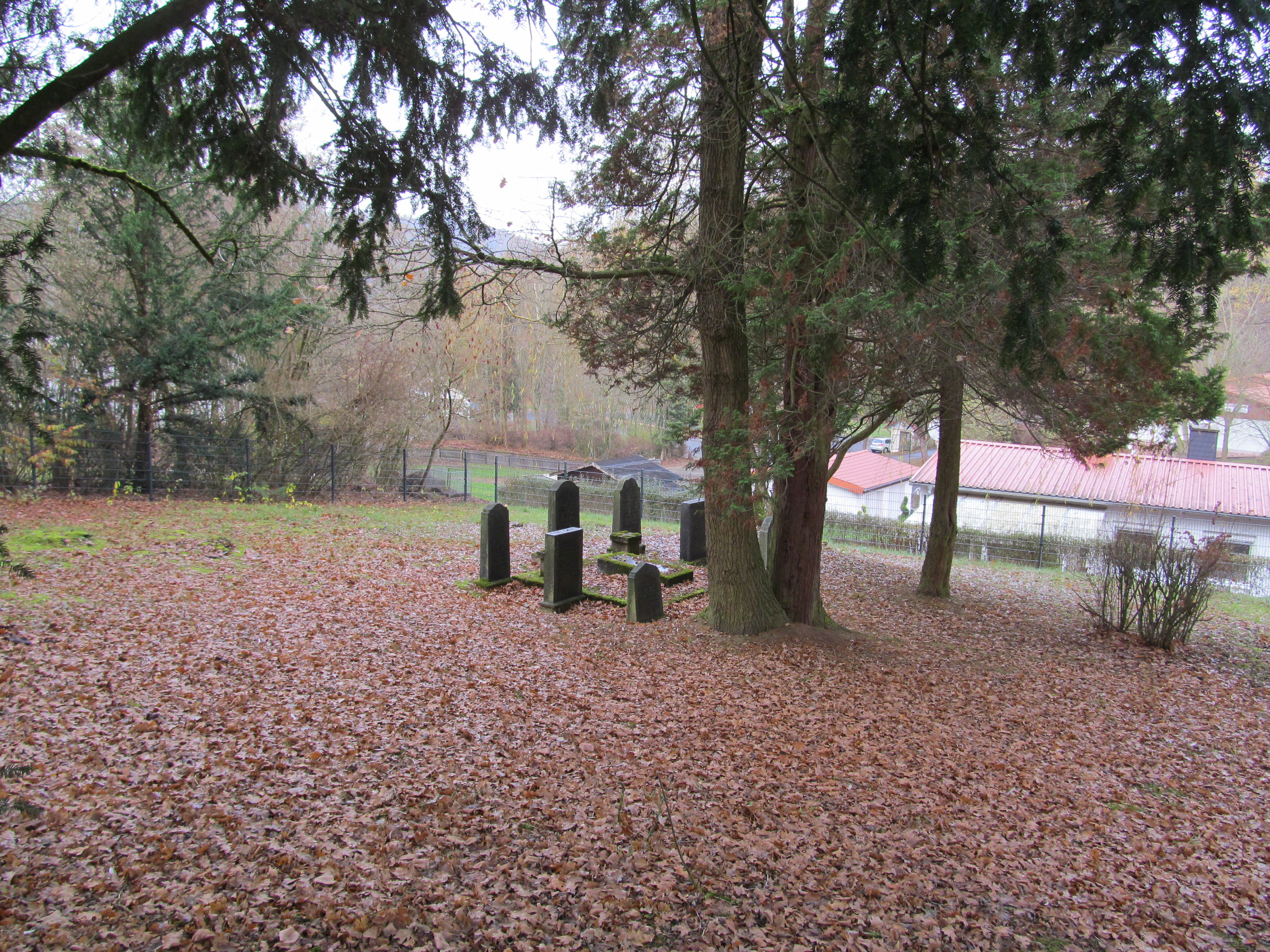
Neuer jüdischer Friedhof Sontra (2018)

Ein neuer jüdischer Friedhof, der näher an der Stadt gelegen war, wurde am flachen Gegenhang des Quesselsberges angelegt. Um 1920 hatte die jüdische Gemeinde Sontra ein entsprechendes Grundstück erworben. Hier wurden von 1926 bis 1937 mindestens 26 Beisetzungen vorgenommen. In der NS-Zeit wurde der Friedhof zerstört. Sieben Grabsteine blieben erhalten, sie wurden zu einem Ehrenmal umgestaltet. Es liegt heute innerhalb des Geländes der Gesamtschule Sontra.